# Gentofte Provsti
Gentofte Provsti er et provsti i Helsingør Stift.  Provstiet ligger i Gentofte Kommune.
Gentofte Provsti består af 9 sogne med 10 kirker, fordelt på 9 pastorater.

## Pastorater
| Pastorater i Gentofte Provsti | Pastorater i Gentofte Provsti | Pastorater i Gentofte Provsti |
| ----------------------------- | ----------------------------- | ----------------------------- |
| Dyssegård Pastorat            | Gentofte Pastorat             | Hellerup Pastorat             |
| Helleruplund Pastorat         | Jægersborg Pastorat           | Maglegårds Pastorat           |
| Ordrup Pastorat               | Skovshoved Pastorat           | Vangede Pastorat              |

## Sogne
| Sogne i Gentofte Provsti | Sogne i Gentofte Provsti | Sogne i Gentofte Provsti |
| ------------------------ | ------------------------ | ------------------------ |
| Dyssegård Sogn           | Gentofte Sogn            | Hellerup Sogn            |
| Helleruplund Sogn        | Jægersborg Sogn          | Maglegårds Sogn          |
| Ordrup Sogn              | Skovshoved Sogn          | Vangede Sogn             |